# Kostel svatého Petra (Lourosa)

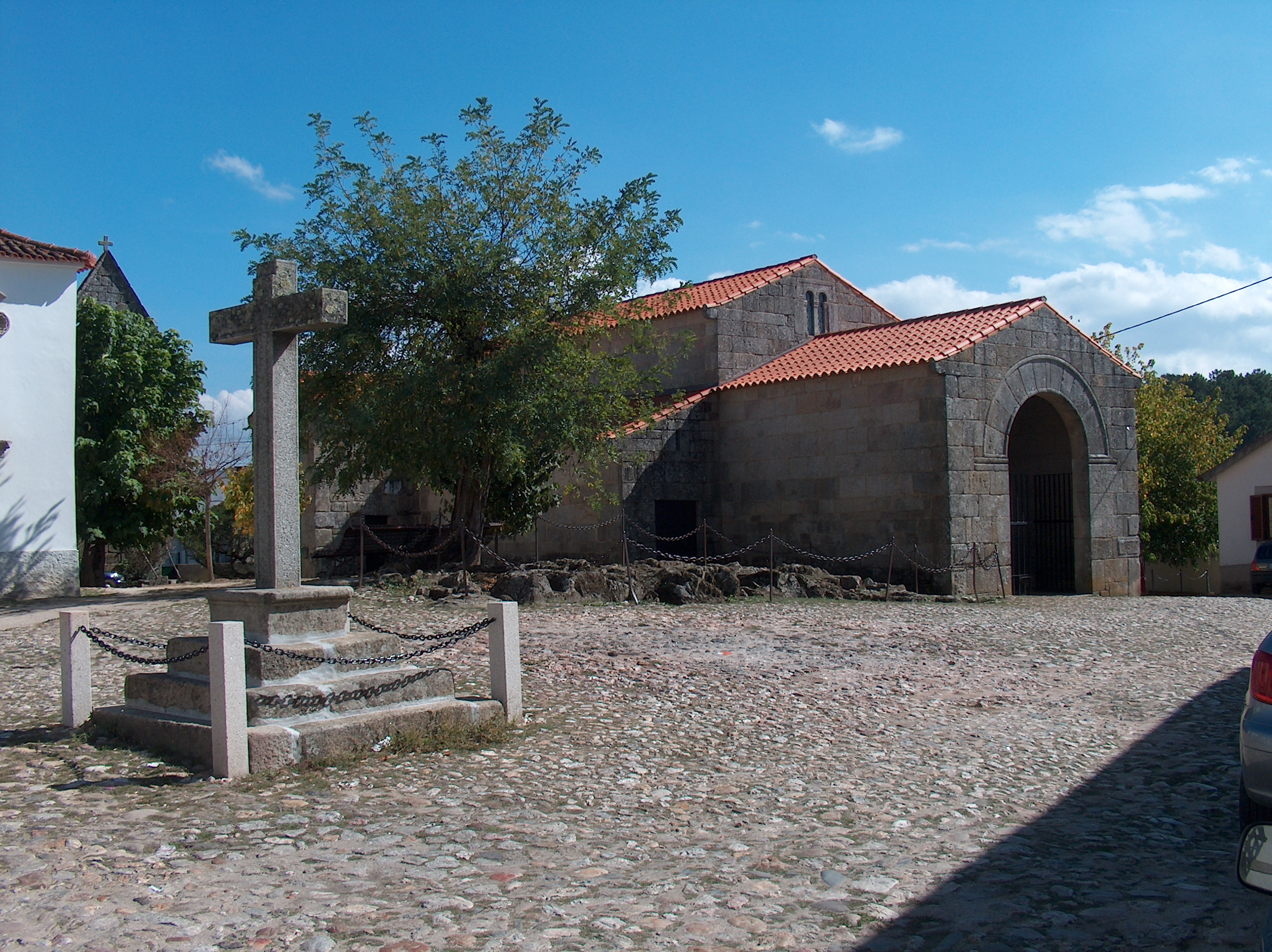
Průčelí

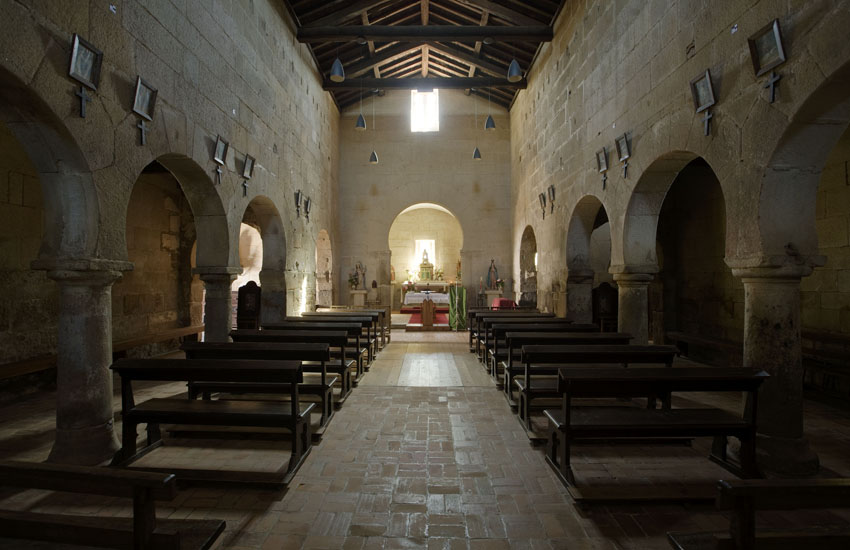
Interiér

Kostel svatého Petra (São Pedro neboli Igreja Matriz de Lourosa neboli Igreja Moçárabe de São Pedro de Lourosa) je mozarabský kostel z 10. století v portugalské obci Lourosa, asi sedm kilometrů jihozápadně od města Oliveira do Hospital. Má umělecko-historický význam jako jeden z nejstarších kostelů Portugalska a jediná prokázaná mozarabská stavba v této zemi.
Stavba z kvádrového zdiva stojí na západním okraji historické obce a je 25,5 m dlouhá. Za velkým centrálním vestibulem na západě leží trojlodní sloupová arkádová bazilika s pseudotranseptem. Z něj se východním směrem otevírají tři další prostory. Původní je pouze oltářní prostor uprostřed. Před pseudotranseptem stávala kdysi příčná zábrana, která zajišťovala oddělovala chór od lodi chrámu.
Na západním konci severní boční lodi je v podlaze nádrž neznámé funkce, umístěná bezprostředně za vstupními dveřmi. Od zápraží do ní vede koryto, odtok ústí do interiéru kostela. Křtitelnice by byla jistě vydlážděna hladkými kamennými deskami. Hlavním argumentem proti křtitelnici je chybějící prostorové oddělení od laické oblasti. Bazén zapuštěný do země by naznačoval křest dospělých. Ten se však (na rozdíl od pozdějšího křtu kojenců v nádrži na vysokém stojanu) prováděl v oddělené místnosti. Další hypotézou je, že tyto malá nádrž tam byla ještě před vybudováním kostela. Pokud patřila k prastaré, vážené svatyni, mohla být při jeho stavbě respektována. Příklady úcty k pohanským kultovním symbolům v kostelech – často se jedná o prameny – se objevují až do období romantismu i později.
Starobylé sloupy s toskánskými hlavicemi podpírají podkovovité oblouky mezi loděmi. Dávají jinak téměř nezdobné památce její charakter a zařazují ji do raného středověku. Zdrženlivý výraz stavby a technika kvádrového zdiva ukazují do období Vizigótů. Nápis ve vestibulu však uvádí španělskou éru: era DCCCCL (to znamená 912 n. l.). V té době se Lourosa nacházela v pohraničí mezi islámským emirátem Córdoba a královstvím Asturias, které v roce 878 dobylo Coimbru. Stavby z kvádrového zdiva nepřestaly po vizigótském období úplně vznikat, ale stále se objevují, jak dokládají některé příklady dokonce i v asturské oblasti. Kamenný blok přeměněný z římského oltáře na křesťanský oltářní sloup na sobě má vytesán kříž s anděly z 9. století, tedy asturský znak.

Oblouk v západním štítu je ve tvaru výraznější podkovy v charakteristickém zdvojení s pravoúhlým rámem zvaným alfiz. To ukazuje vliv islámského umění, které v první polovině 10. století esteticky vyvrcholilo v mozarabských kostelech v severním Španělsku. Podkovovitý oblouk, připisovaný Maurům, se objevuje již ve vizigótské architektuře. Přijali jej Maurové a na sever se dostal v orientalizované podobě s Mozaraby, zatímco v architektuře Asturie přežívala vizigótská forma podkovovitého oblouku z předrománského období. Tato historická situace se projevuje v kostele sv. Petra v Lourose.

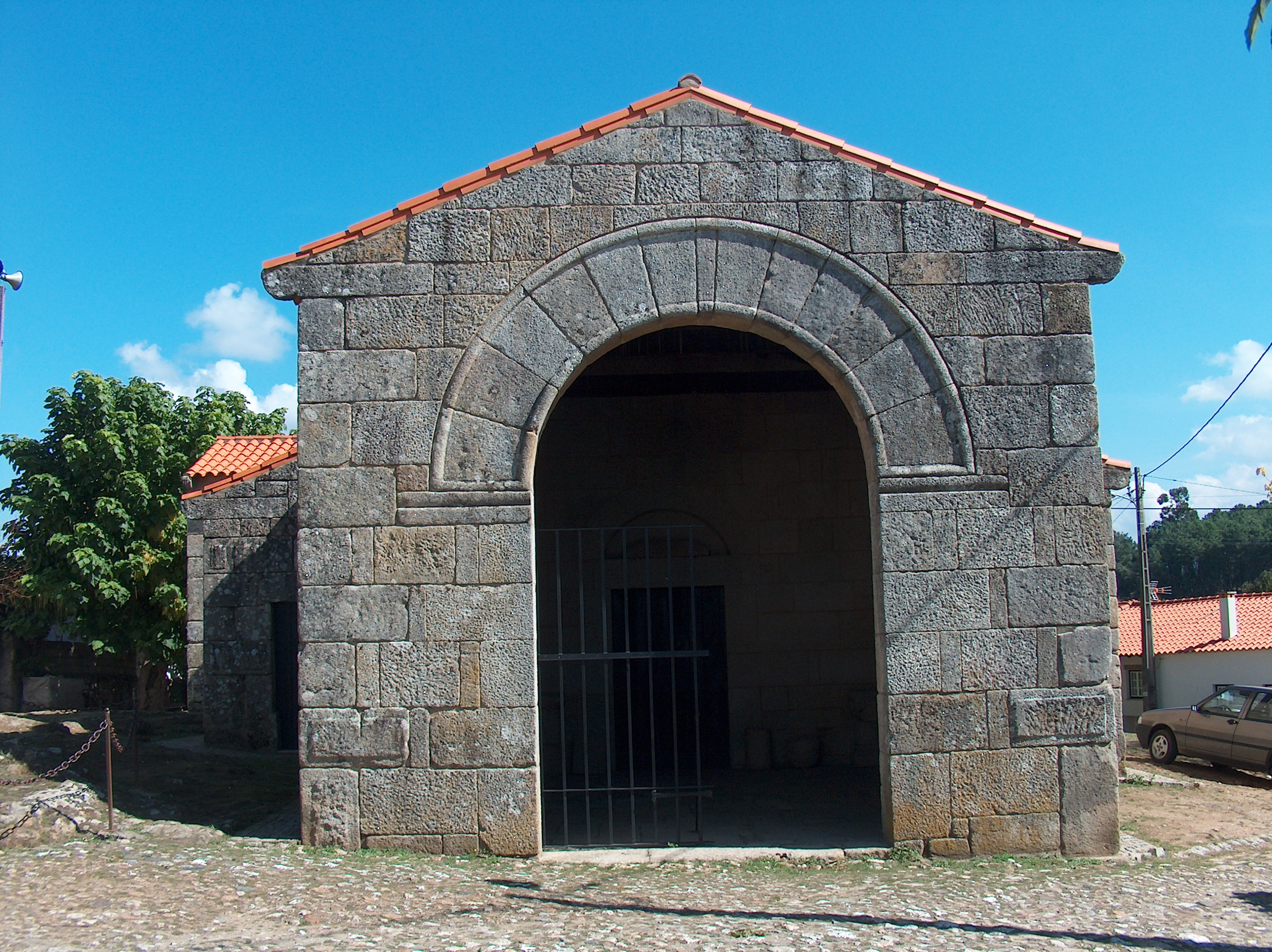
Hlavní portál
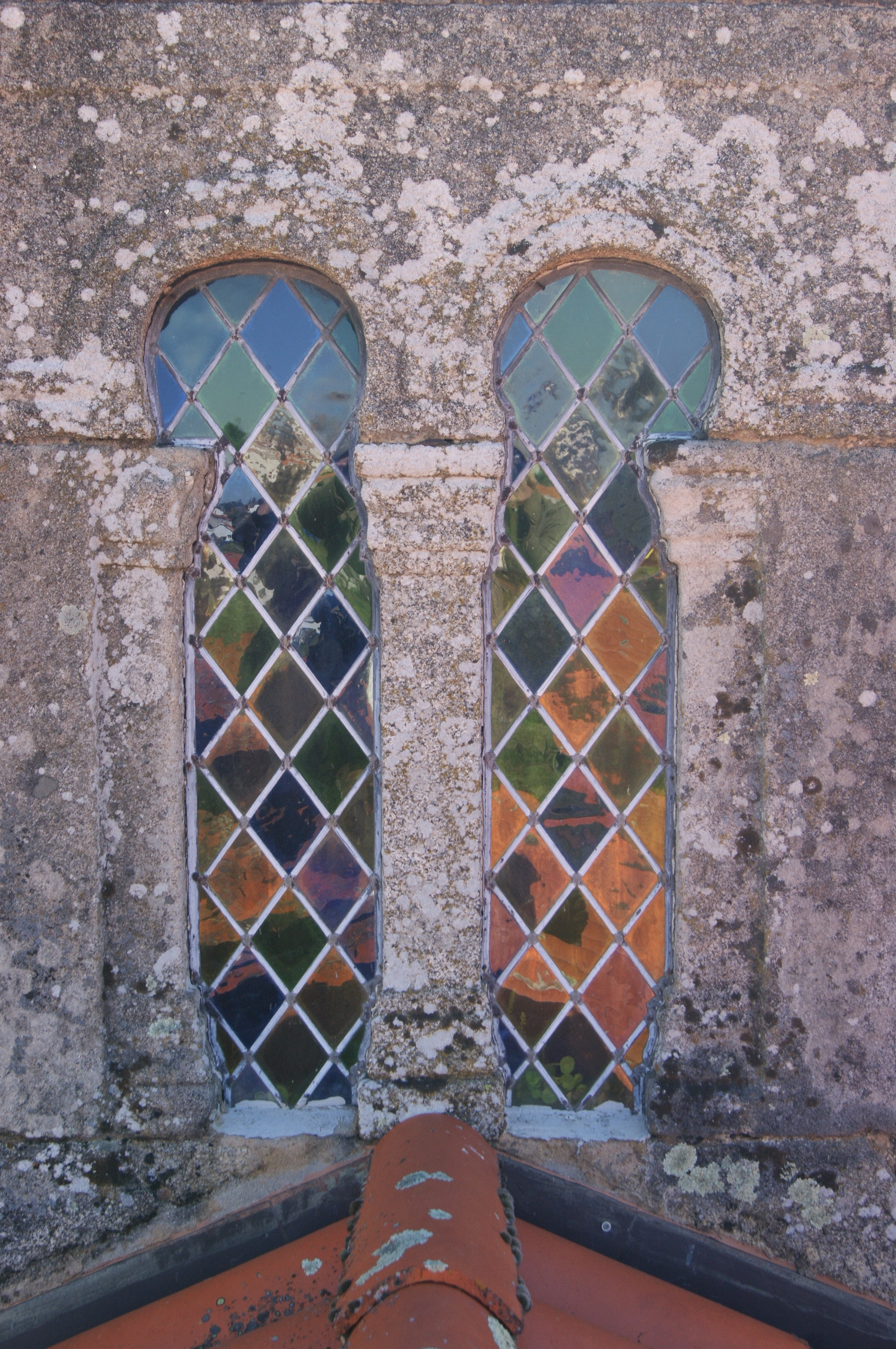
Mozarabské okno ( ajimez)
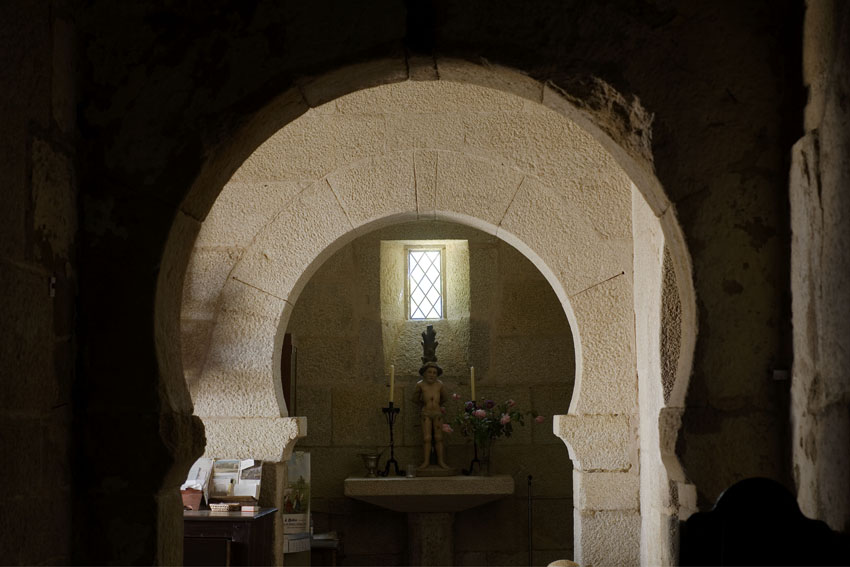
Podkovovité oblouky
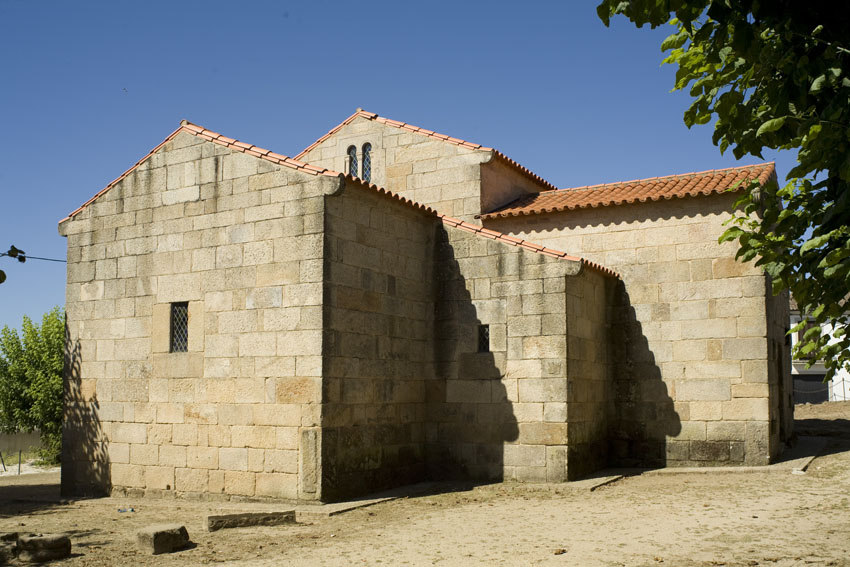
Boční pohled
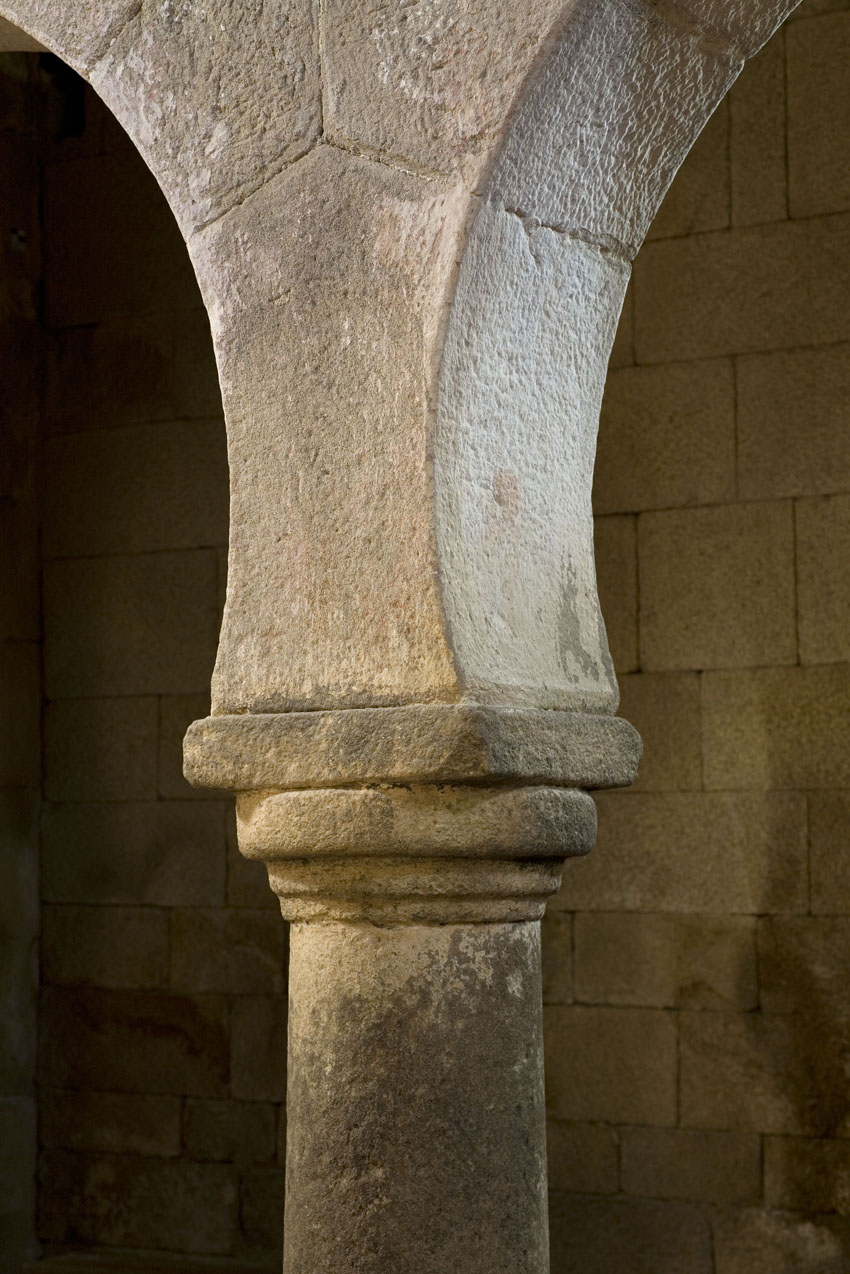
Sloup a hlavice